# Ravensburger Spieleland
Ravensburger Spieleland est un parc d'attractions familial situé à Meckenbeuren, en Allemagne.

## Description
Le parc, d'une surface de 25 hectares, se situe à Meckenbeuren, entre Ravensbourg et le lac de Constance. Le parc a accueilli environ 300 000 visiteurs en 2010, dont 30 % de visiteurs étrangers.

## Zones du parc
- L’oasis verte
- Le monde de l’aventure de Fix & Foxi
- Le monde de la découverte
- Le monde du jeu bariolé
- Future World
- Le monde merveilleux de Käpt'n Blaubär

Vue panoramique du parc

- Le monde où tu participes